# Tarbagatai (Transbaikalien)
Tarbagatai (russisch Тарбагата́й) ist eine Siedlung städtischen Typs in der Region Transbaikalien in Russland mit 2227 Einwohnern (Stand 14. Oktober 2010).

## Geographie
Der Ort liegt etwa 320 km Luftlinie westsüdwestlich der Regionshauptstadt Tschita am rechten Ufer des dort nördlich des Jablonowygebirges fließenden Chilok.
Tarbagatai gehört zum Rajon Petrowsk-Sabaikalski und befindet sich knapp 30 km östlich von dessen Verwaltungszentrum Petrowsk-Sabaikalski. Es ist Sitz und einzige Ortschaft der Stadtgemeinde Tarbagataiskoje gorodskoje posselenije.

## Geschichte
Die Siedlung entstand nach dem Bau der Transsibirischen Eisenbahn im Zusammenhang mit der Entdeckung eines nahen Kohlevorkommens zwischen 1905 und 1907. Seit 1946 besitzt Tarbagatai den Status einer Siedlung städtischen Typs.

### Bevölkerungsentwicklung
| Jahr | Einwohner |
| ---- | --------- |
| 1959 | 4294      |
| 1970 | 3484      |
| 1979 | 3615      |
| 1989 | 3343      |
| 2002 | 2521      |
| 2010 | 2227      |

Anmerkung: Volkszählungsdaten

## Verkehr
Tarbagatai liegt an der auf diesem Abschnitt 1974 elektrifizierten Transsibirischen Eisenbahn (Streckenkilometer 5818 ab Moskau). Nördlich wird die Siedlung von der Fernstraße R258 Baikal (früher M55) umgangen, die Irkutsk über Ulan-Ude mit Tschita verbindet und Teil der transkontinentalen Straßenverbindung ist.